# Mennonitenkirche Krefeld

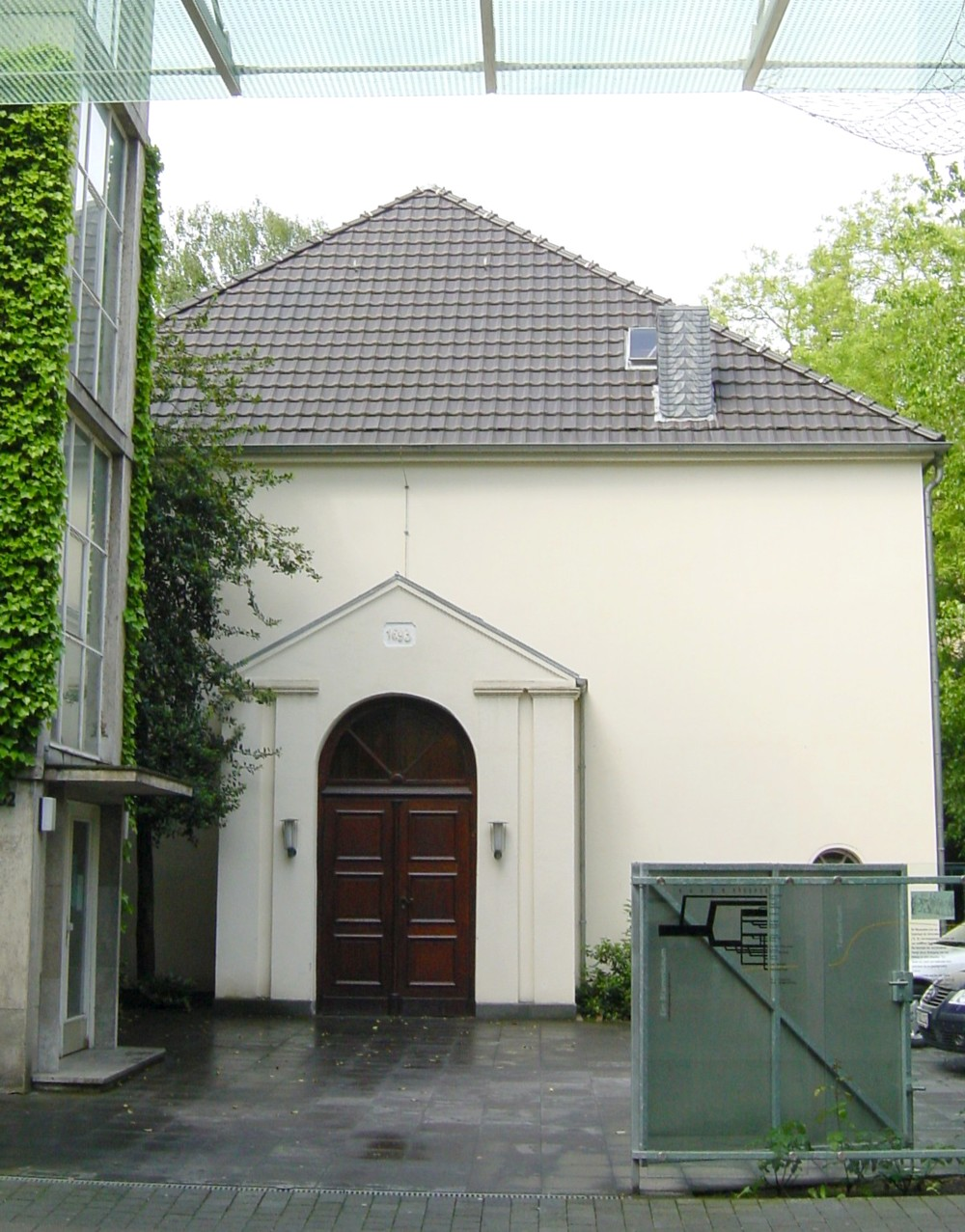
Mennonitenkirche an der Königstraße

Die Mennonitenkirche in Krefeld wurde in der zweiten Hälfte des 17. Jahrhunderts errichtet und wird seitdem kontinuierlich als Versammlungsstätte der örtlichen Mennonitengemeinde genutzt.

## Gemeinde
Ab 1607 siedelten sich erste Mennoniten in der Stadt an. Sie kamen in erster Linie aus den umliegenden katholischen Territorien und Städten, von wo sie vertrieben wurden. Das von den Oraniern regierte Krefeld bot ihnen Schutz, so dass in der Stadt eine mennonitische Gemeinde aufgebaut werden konnte. 1609 verzog Hermann op den Graeff mitsamt seiner Familie aus Aldekerk nach Krefeld. Dort wurde er Laienprediger und Vorsitzender der mennonitischen Glaubensgemeinde. 1637 wurde Op den Graeff im Protokollbuch der reformierten Gemeinde als „der hiesigen menisten herr bischoff (der hiesigen Mennoniten Herrn Bischof)“ von Krefeld bezeichnet. Im Jahr 1657 wurde ihnen schließlich das Recht auf freie Religionsausübung gestattet. Noch zwei Jahre zuvor hatte jedoch die Reformierte Gemeinde Krefelds beim Prinzen von Oranien die Ausweisung der Taufgesinnten gefordert, doch die Krefelder und insbesondere die Reformierten mussten das Vorhandensein einer Mennonitengemeinde letztlich akzeptieren. Die Gemeinde hat heute rund 800 Mitglieder, die in Krefeld sowie der näheren und weiteren Umgebung leben.

## Kirche
Im Zuge der ersten Krefelder Stadterweiterung ab 1691 wurde den Mennoniten der Bau einer eigenen Kirche gestattet. Diese durfte jedoch nicht direkt von außen als Kirche erkennbar sein. Sie wurde daraufhin als von der Straße zurückgesetzte Hofkirche gebaut, die von der Krefelder Innenstadt aus hinter einer hohen Mauer verborgen blieb und von der Rückseite, zur neu angelegten Königstraße hin, durch Hausbebauung verdeckt war. Man betrat das Gelände durch das noch heute bestehende Portal an der Mennoniten–Kirch–Straße. Dieses Portal stellt heute das älteste Kulturdenkmal innerhalb der Krefelder Wälle dar. Als Erbauungsjahr ist über dem Eingang die Jahreszahl 1693 festgehalten, die erste Nutzung ist für 1696 belegt. Die erste Orgel wurde 1768 eingebaut. Sie war eine Schenkung der mennonitischen Familie Von der Leyen.
Ein größerer Umbau fand im Jahr 1843 statt. Im Westteil wurde eine Apsis angebaut. Zugleich war diese Erweiterung mit einem Umbau im Inneren verbunden (Holzvertäfelung, marmorierte Säulen), der dem bis dahin sehr schlichten Innenraum ein völlig neues Gepräge gab. Man kann in dieser Erweiterung und Umgestaltung der Kirche den zeitlich verzögerten baulichen Nachvollzug der längst schon tatsächlich veränderten Stellung der Mennoniten in der städtischen Gesellschaft Krefelds erblicken. Die Gemeinde war seit der zweiten Hälfte des 18. Jh. zunehmend gesellschaftlich anerkannt und integriert. Einzelne Mennoniten und ihre Familien hatten zudem an der Entstehung einer aufgeklärten, bürgerlichen Lebenswelt in der zweiten Hälfte des 18. Jh. entscheidenden Anteil. Ihr mennonitisches Selbstverständnis war mitgeprägt von dem Bewusstsein, dass Mennoniten es waren, denen die Stadt ihren beispiellosen wirtschaftlichen Aufstieg zu verdanken hatte. Das sollte sich in dem erweiterten Kirchenbau widerspiegeln.
Bei der Bombardierung Krefelds in der Nacht vom 21. auf den 22. Juni 1943 wurde die Kirche wie auch ihre Nebengebäude schwer beschädigt und erst ab Oktober 1949 wieder aufgebaut. Ab Mai 1950 wird die Kirche wieder für Gottesdienste genutzt. 1961 wurde eine Rudolf von Beckerath-Orgel installiert, die noch heute im Einsatz ist. Der Bau eines neuen Gemeindezentrums wurde 1958 abgeschlossen. Ende der 1990er Jahre wurde die Kirche dann umfassend restauriert.